# Acetylaceton

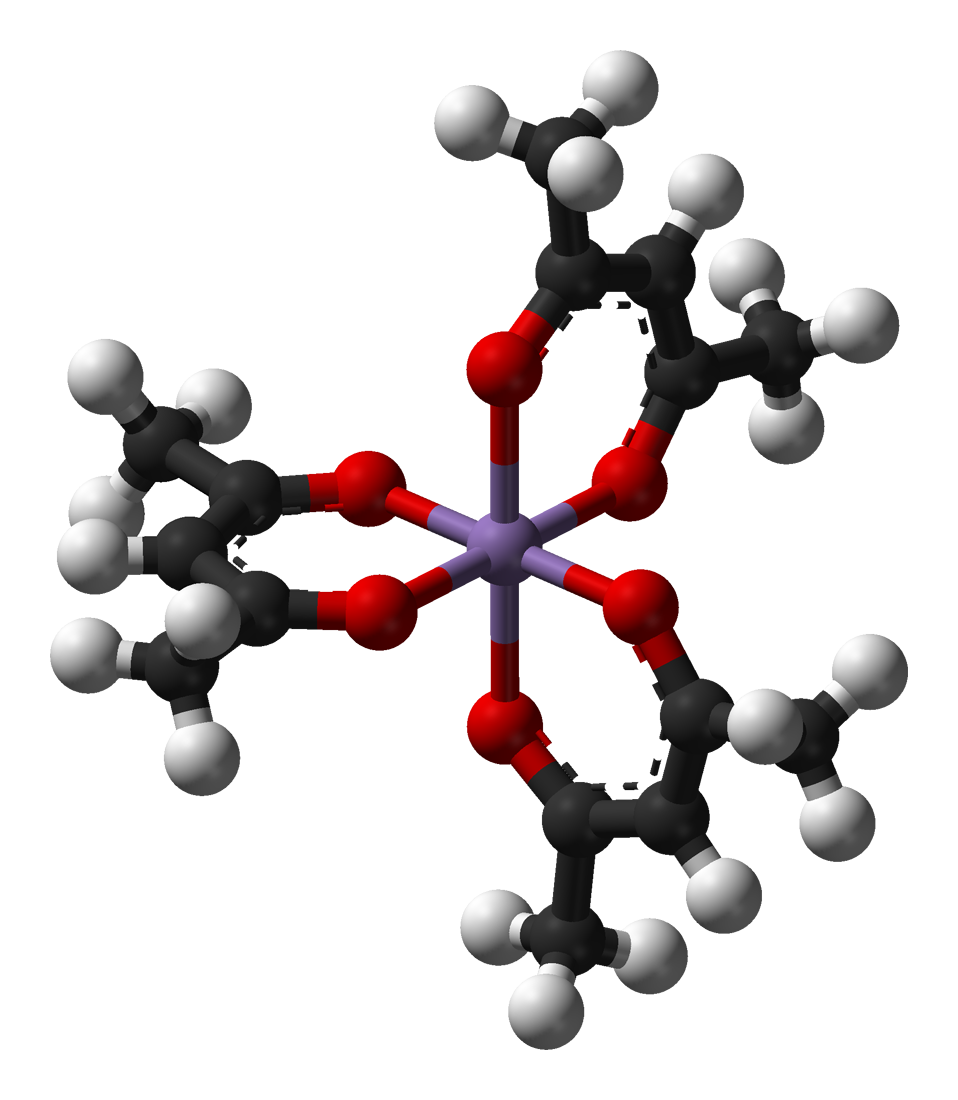
Mangantriacetylacetonat är ett salt av acetylaceton och mangan.

Acetylaceton, eller 2,4-pentandion som är det systematiska namnet, är en keton med formeln C5H8O2.

## Egenskaper
Acetylaceton i lösning existerar i två tautomera former; som keton och som enol. Jämvikten mellan de två formerna beror i hög grad av lösningsmedlets polaritet (har polära molekyler); I opolära lösningsmedel dominerar enol-formen (K = 42 i cyklohexan) medan keton-formen dominerar i polära lösningsmedel (K = 0,23 i vatten).

## Acetylacetonat
Acetylaceton i enol-form kan förlora en proton och bilda en acetylacetonat-jon (som är korresponderande bas till acetylaceton). Acetylacetonat har formeln C5H7O2– och existerar inte i fri form, men kan bilda salter med till exempel natrium och övergångsmetaller. som koppar, mangan, nickel och zink.

## Framställning
Industriell framställning av acetylaceton görs genom upphettning av isopropenylacetat (CH3CO2C3H5).
{\displaystyle {\rm {CH_{3}CO_{2}C_{3}H_{5}\rightarrow CH_{2}(CH_{3}CO)_{2}}}}
För laboratoriebruk framställs acetylaceton genom att reagera aceton (OC(CH3)2) och ättiksyraanhydrid (O(CH3CO)2) med bortrifluorid som katalysator. Ättiksyra bildas som biprodukt.
{\displaystyle {\rm {OC(CH_{3})_{2}+O(CH_{3}CO)_{2}\ {\xrightarrow {BF_{3}}}\ CH_{2}(CH_{3}CO)_{2}+CH_{3}COOH}}}

## Användning
Acetylaceton används för att producera en mängd andra ämnen, framför allt heterocykler. Till exempel bildar hydrazin (N2H4) och acetylaceton pyrazol (C3H4N2) medan urea (CO(NH2)2) och acetylaceton bildar pyrimidin (C4H4N2).
Användningen av acetylaceton som smakämne i livsmedel är sedan 2005 förbjuden inom EU av hälsoskäl.